# Vindula novaehiberniae
Vindula novaehiberniae är en fjärilsart som beskrevs av Embrik Strand 1916. Vindula novaehiberniae ingår i släktet Vindula och familjen praktfjärilar. Inga underarter finns listade i Catalogue of Life.